# Xili habanero
Capsicum chinense, pebrot havà', 'vitxo havà' o 'vitxo de l'Havana', és una espècie de pebrot picant amb diverses varietats, com ara el 'pebrot havà', l'ají panca i l'ají limo. El pebrot havà és un dels pebres coents amb major intensitat del gènere Capsicum que es conreïn. Els pebrots havans immadurs són verds, però el seu color varia en la maduresa. Els colors més comuns són ataronjats (semimadurs) i vermells (madurs), però també n'hi ha de blancs, marrons, grocs i rosats. Un pebrot havà madur és generalment de 2-6 cm de llarg.
La major part de pebrots havans es classifiquen entre els 100.000-350.000 unitats de Scoville (SHU) de picant or. Fins fa poc, en el llibre Guinness de Rècords reconeixia la varietat de vitxo havà red savina, desenvolupada per GNS Spices al Sud de Califòrnia, com la varietat "més picant del món", amb 580.000 SHU. Del febrer de 2007 ençà i d'acord amb el mateix llibre, aquest títol recau a la pebrina Bhutan Jolokia, amb vora 1.000.000 SHU. Com a referència, un pebrot de Caiena conté habitualment de 30.000 a 50.000 SHU, mentre que l'aerosol de pebre de la policia conté 5.300.000 SHU.
Al Yucatán (Mèxic), es cullen aproximadament 1.500 tones anuals de pebrot havà, que es considera ja una part de la cultura tradicional culinària local. Altres zones productores d'aquesta varietat de cireretes es troben a Guatemala, Belize, Costa Rica, Panamà, Colòmbia, i alguns estats dels EUA, com ara Texas, Idaho i Califòrnia.
En alguns països del Carib, el pebrot havà s'utilitza com a ingredient en els menjars, preparat en salses d'acompanyament, i també en aplicacions medicinals.
Al Perú, es conreen les varietats ají panca i ají limo. El ají panca és, juntament amb el 'vitxo groc' (Capsicum baccatum), un dels pebrots més àmpliament usats en la gastronomia peruana. És més freqüent en la gastronomia de la serra, com ara en el plat "picante de cuy", i també en plats com el anticucho. L'ají limo, d'altra banda, és una varietat de Capsicum chinense amb alt contingut de capsaïcina, molt apreciada en la gastronomia del Perú per a la preparació de ceviches en raó de la seva aroma afruitada.